# James Tannock
James Tannock (* 13. Juli 1783 in Kilmarnock; † 6. Mai 1863 ebenda) war ein schottischer Porträtmaler.

## Leben
James Tannock wurde 1783 in der Stadt Kilmarnock in den schottischen Lowlands als zweites Kind von Adam Tannock und Agnes Rankine geboren, wuchs in seiner Geburtsstadt auf und erlernte zunächst bei seinem Vater das Schuhmacherhandwerk.
Ab 1803 studierte er in Edinburgh Kunst bei Alexander Nasmyth, dem Begründer der traditionellen schottischen Landschaftsmalerei. Später sammelte er in Paisley, Greenock, Irvine und Stirling Erfahrungen als Porträt- und Miniaturenmaler. 1810 kam er an die Royal Academy in London, wo er sich durch regelmäßige Ausstellungen einen guten Namen machen konnte. 1817 malte er James Shaw, den damaligen Lord Mayor of London. Shaw stammte wie Tannock aus Kilmarnock. Als Freund und Förderer verschaffte er dem Künstler Kontakte zu angesehenen Persönlichkeiten, von denen einige seine Dienste als Porträtist in Anspruch nahmen, darunter die Schriftsteller John Galt, Elizabeth Benger und George Chalmers.
James Tannock verbrachte zwar den größten Teil seiner aktiven Zeit in London, blieb jedoch zeitlebens mit seiner Heimatstadt in Verbindung, insbesondere mit seinem jüngeren Bruder William (1793–1877), der in Kilmarnock eine viel beachtete Kunstgalerie führte und ebenfalls als Maler Bekanntheit erlangt hatte. James erwarb in London mehrere Kunstwerke altniederländischer Meister, die er der Galerie seines Bruders zur Verfügung stellte.
James Tannock starb am 6. Mai 1863 in Kilmarnock. Er ist zusammen mit seinem Bruder William auf dem Auld High Kirk Graveyard begraben. Dort erinnert eine im Jahre 1976 geschaffene Gedenktafel an die beiden Künstler. Das Haus der Tannock-Brüder in der Grange Street wurde 1978 unter Denkmalschutz gestellt.

## Werke
Zwischen 1813 und 1841 schuf Tannock mehr als 40 großformatige Porträts von prominenten zeitgenössischen Persönlichkeiten. Einige dieser Werke gelangten in den Besitz öffentlicher Sammlungen in Edinburgh, Kilmarnock, London und Paisley. Die folgende Auflistung ist dem Index British and Irish Paintings in Public Collections entnommen.
Scottish National Portrait Gallery, Edinburgh
- Prof. George Joseph Bell, Katalog 1990, Nr. PG562
- Henry Bell, marine engineer, Katalog 1990, Nr. PG911
- George Chalmers 1824, Katalog 1990, Nr. PG94
- Anne MacVicar, Mrs James Grant of Laggan, Katalog 1990, Nr. PG274

Dick Institute, Kilmarnock
- The artist’s father, Liste 1997, Nr. FA-A-0226
- Robert Burns, poet, Liste 1997, Nr. FA-A-0227
- Archibald Finnie, Liste 1997, Nr. FA-A-0225
- Robert Cumming, Liste 1997, Nr. FA-A-0228 (geführt unter Tannock, William)
- Sir James Shaw, Bt, Liste 1997, Nr. FA-A-0229
- Rev. J. Mackinley, Liste 1997, Nr. FA-A-0230
- Sir John Dunlop, Bt, Liste 1997, Nr. FA-A-0231

Science Museum, London
- Henry Bell 1826, Liste 2000, Nr. 1903-177

Paisley Museum, Paisley
- Robert Burns, poet, Liste 2003, Nr. A0455
- Robert Burns, poet, Liste 2003, Nr. A0132

Weitere Arbeiten befinden sich im Ausland bzw. in Privatbesitz. Eine davon ist das Porträt von Edgar Allan Poes Schwester Mary Allan, das 1928 vom Poe-Museum in Richmond (Virginia) erworben wurde.

## Rezeption
Der Lokalhistoriker Archibald McKay schrieb den Tannock-Brüdern in seiner History of Kilmarnock unter den Malern seiner Stadt eine herausragende Stellung zu. Besonders hervorgehoben wird von ihm ein Porträt des Dichters Robert Burns, das James Tannock um 1806 nach einer Vorlage von Alexander Nasmyth angefertigt hatte. Der Dichter und Liedermacher Robert Tannahill widmete dem Künstler eine Versepistel, die sich auf das Burns-Porträt bezieht.
James Caw, ehemaliger Direktor der schottischen National Portrait Galleries, sah James Tannock in einer Reihe mit anderen schottischen Porträtmalern, wie Thomas Fraser, John Moir und William Smellie Watson, die er allesamt eher als Geschäftsleute denn als Künstler betrachtete.

## Galerie

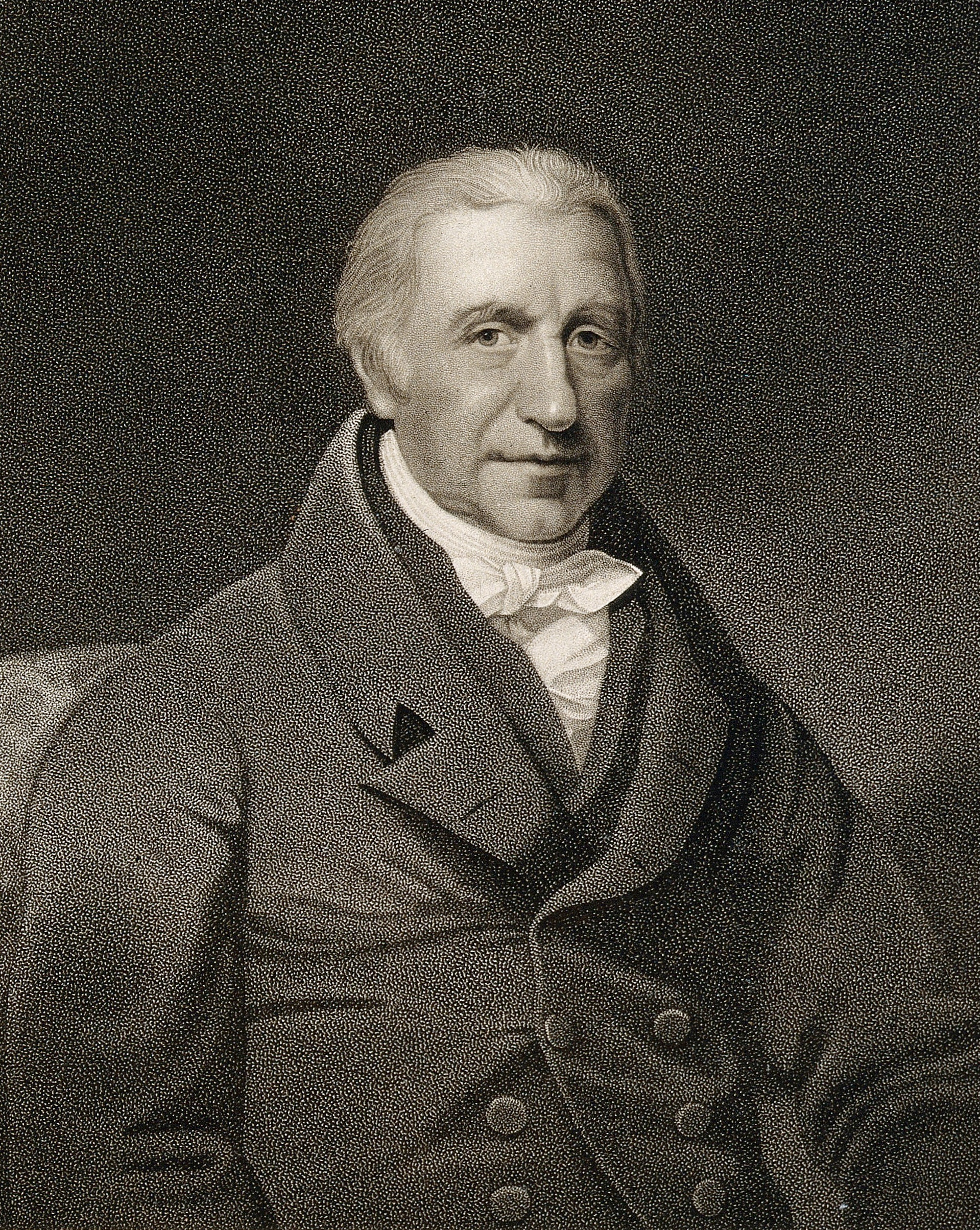
William Babington
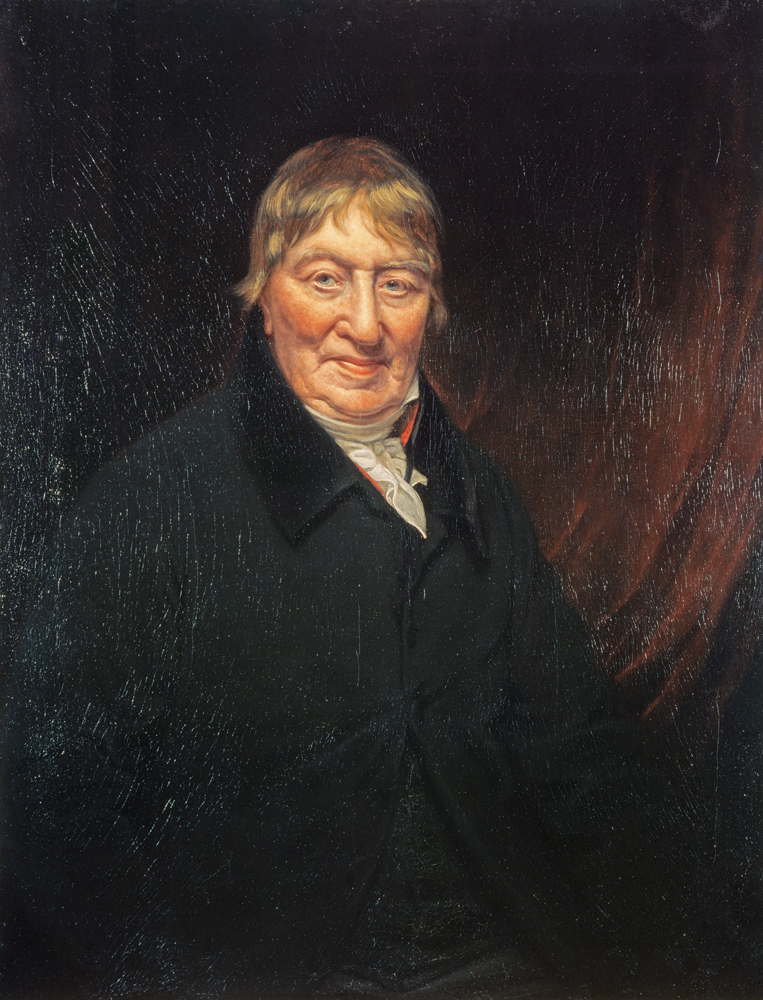
George Chalmers
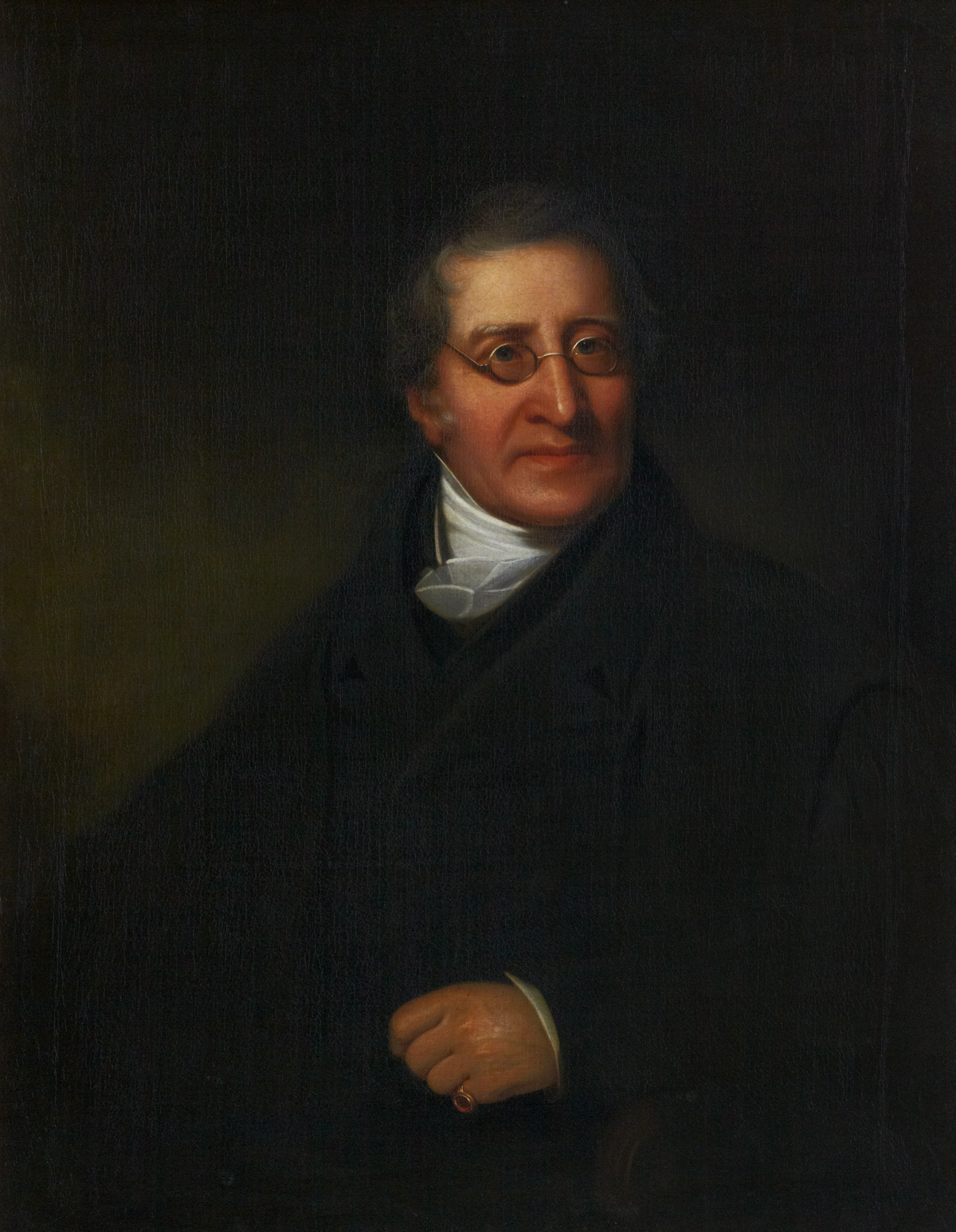
George Joseph Bell
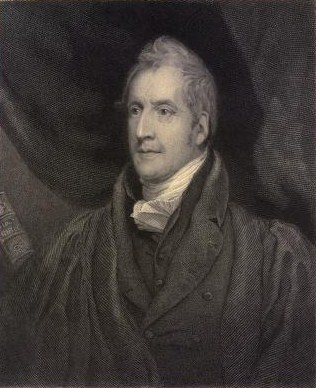
Richard Yates